# Bosna (řeka)
Bosna (srbsky Босна) je největší řeka v Bosně a Hercegovině, která dala název části státu. Protéká kantonem Sarajevo a Zenicko-dobojským kantonem ve Federaci Bosny a Hercegoviny a regionem Doboj v Republice srbské.
Je dlouhá 271 km (podle jiných zdrojů 308 km). Povodí má rozlohu 10460  km². Řeka klesá průměrným tempem 1,48 m/km. Koryto má široké 35–170 m a hluboká je průměrně 1–3 m, na některých místech může být mimořádně hluboká až 10 m.
Poprvé byla řeka popsána římskými cestopisci pod názvem Basana či Basin a od tohoto názvu vzniklo nejspíše současné jméno Bosna.

## Průběh toku

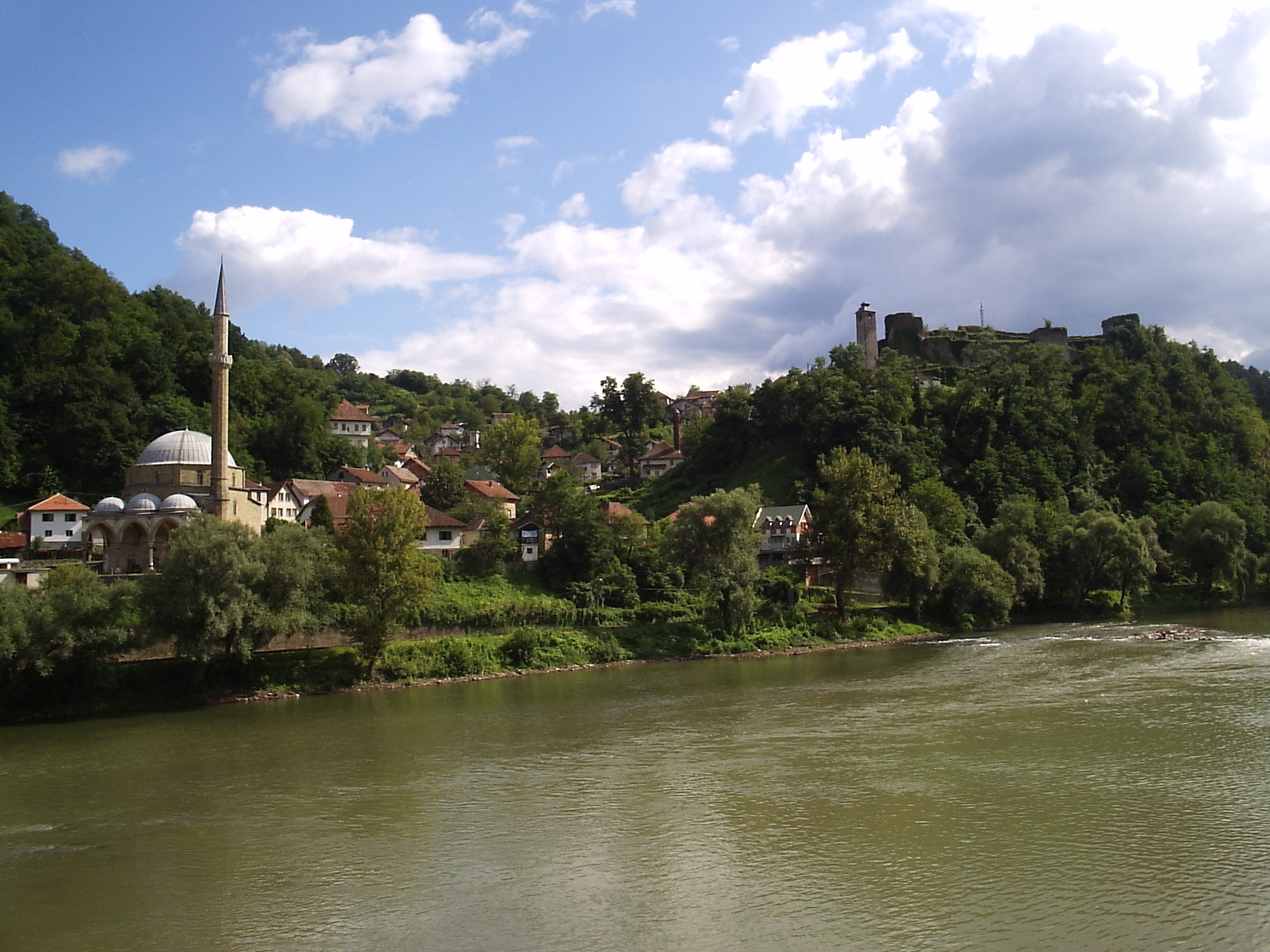
Bosna v Maglaji.

Řeka pramení na úpatí pohoří Igman, v blízkosti města Ilidža v nadmořské výšce 500 m. Od svého pramene teče směrem na sever, skrz park Zřídlo Bosny, kde ji překonává historický Římský most. Nedlouho od svého pramene nabírá řeka Bosna přítoky Željeznica a Zujevina, které dávají řece hodně vody. Řeka následně směřuje dále směrem na severozápad, kde se do ní vlévají Dobrinja a Miljacka. Poté řeka směřuje pryč z Sarajevské kotliny. Cestou od hlavního města Bosny a Hercegoviny nicméně také nabírá nemalou část odpadu, který produkuje průmyslová zóna v blízkosti Nového Sarajeva. Řeka je zde velmi mělká; z hor nabírá spoustu písku a dalších sedimentů a v jejím korytu tak vznikají časté ostrovy.
V blízkosti města Vogošća přibírá řeka stejnojmenný přítok a v blízkosti města Ilijaš poté Ljubinu a Trstionici. Dále u města Visoko se do Bosny vlévá Fojnička rijeka. Největším městem, kterým Bosna protéká, je průmyslová Zenica. Od ní na sever protéká Bosna dále Vranduckou soutěskou, kde protéká v blízkosti středověkého města Vranduk.
Dále řeka protéká obcí Žepče a za Zavidovići se do ní vlévá Krivaja. Dále protéká městy Maglaj a Doboj. Za druhým uvedeným se do ní vlévají řeky Usora a Spreča. Severně od Doboje se hluboké údolí řeky postupně otevírá mírně zvlněné Bosenské krajině. Řeka se zde rozlévá do řady ramen. Za městem Modriča a Bosanski Šamac se vlévá do Sávy na hranici s Chorvatskem.

## Vodní režim
Vyšší vodní stavy jsou na jařa a nižší od července do září. Průměrný roční průtok vody činí 142 m³/s. Zamrzá pouze při velmi tuhých zimách.

## Využití
Řeka je částečně splavná (od Maglaje na sever). Není přehrazená a nevyužívá se k výrobě elektrické energie, ačkoliv je její potenciál 3,3 miliard kWh.
Její údolí představuje hlavní silniční i železniční osu Bosny a Hercegoviny. Je také nejhustěji osídlenou částí Bosny a Hercegoviny. Vedena je zde hlavní trať do Sarajeva, silnice magistrátního významu a hlavní dálnice. Průmysl se rozšířil v průběhu 20. století především v údolí této řeky, právě díky dobrým dopravním možnostem.